# Curienit
Curienit ist ein selten vorkommendes Mineral aus der Mineralklasse der „Oxide und Hydroxide“ (ehemals Phosphate, Arsenate und Vanadate). Es kristallisiert im orthorhombischen Kristallsystem mit der chemischen Zusammensetzung Pb[UO2|VO4]2·5H2O und entwickelt nur mikrokristalline Mineral-Aggregate von kanariengelber Farbe bei hellgelber Strichfarbe.
Mit Francevillit (Ba[UO2|VO4]2·5H2O) bildet Curienit eine lückenlose Mischkristall-Reihe.

## Etymologie und Geschichte
Erstmals entdeckt wurde Curienit in der „Mounana Mine“ bei Franceville in Gabun und beschrieben 1968 von Fabien Cesbron und Noël Morin, die das Mineral nach dem französischen Forschungsminister und Physiker Hubert Curien (1924–2005) benannten.
Die ursprünglich von Cesbron und Morin gewählte Schreibweise Curiénit ist seit 2008 diskreditiert, da sich der Namensgeber ohne Akut über dem ‚e‘ schreibt und es sich daher um ein überflüssiges diakritisches Zeichen handelt.

## Klassifikation
In der veralteten 8. Auflage der Mineralsystematik nach Strunz war der Curienit noch nicht aufgeführt.
In der zuletzt 2018 überarbeiteten Lapis-Systematik nach Stefan Weiß, die formal auf der alten Systematik von Karl Hugo Strunz in der 8. Auflage basiert, erhielt das Mineral die System- und Mineralnummer VII/E.11-110. Dies entspricht der Klasse der „Phosphate, Arsenate und Vanadate“ und dort der Abteilung „Uranyl-Phosphate/Arsenate und Uranyl-Vanadate mit [UO2]2+–[PO4]/[AsO4]3− und [UO2]2+–[V2O8]6−, mit isotypen Vanadaten (Sincositreihe)“, wo Curienit zusammen mit Carnotit, Finchit, Francevillit, Margaritasit, Metatyuyamunit, Metavanuralit, Sengierit, Strelkinit, Tyuyamunit, Vanuralit und Vanuranylit die „Uranyl-Gruppenvanadate mit [UO2]2+-[V2O8]6−“ mit der Systemnummer VII/E.11 bildet.
Die von der International Mineralogical Association (IMA) zuletzt 2009 aktualisierte 9. Auflage der Strunz’schen Mineralsystematik ordnet den Curienit in die Klasse der „Oxide (Hydroxide, V[5,6]-Vanadate, Arsenite, Antimonite, Bismutite, Sulfite, Selenite, Tellurite, Iodate)“ und dort in die Abteilung „V[5,6]-Vanadate“ ein. Hier ist das Mineral in der Unterabteilung „Uranyl-Gruppenvanadate (Sorovanadate)“ zu finden, wo es zusammen mit Francevillit und Fritzscheit die „Francevillitgruppe“ mit der Systemnummer 4.HB.15 bildet.
In der vorwiegend im englischen Sprachraum gebräuchlichen Systematik der Minerale nach Dana hat Curienit die System- und Mineralnummer 40.02a.27.02. Das entspricht der Klasse der „Phosphate, Arsenate und Vanadate“ und dort der Abteilung „Wasserhaltige Phosphate etc.“. Hier findet er sich innerhalb der Unterabteilung „Wasserhaltige Phosphate etc., mit A2+(B2+)2(XO4) × x(H2O), mit (UO2)2+“ in einer unbenannten Gruppe mit der Systemnummer 40.02a.27, in der auch Francevillit eingeordnet ist.

## Kristallstruktur
Curienit kristallisiert isotyp mit Francevillit im orthorhombischen Kristallsystem in der Raumgruppe Pcan (Raumgruppen-Nr. 60, Stellung 3) mit den Gitterparametern a = 10,40 Å; b = 8,45 Å und c = 16,34 Å sowie 4 Formeleinheiten pro Elementarzelle.

## Eigenschaften
Das Mineral ist durch seinen Urangehalt von bis zu 44,6 % als stark radioaktiv eingestuft und weist eine spezifische Aktivität von etwa 79,8 kBq/g auf (zum Vergleich: natürliches Kalium 31,2 Bq/g).

## Bildung und Fundorte
Curienit bildet sich in der Oxidationszone von bleihaltigen Uran–Vanadium-Lagerstätten. Begleitminerale sind neben dem Francevillit noch weitere Uranminerale wie unter anderem
Carnotit, Dewindtit, Johannit, Kasolit, Metatorbernit, Torbernit, Uraninit, Uranopilit, Vanuralit und Zeunerit, aber auch Chervetit, Duttonit, Galenit, Mottramit, Sphalerit und Quarz.
Als seltene Mineralbildung konnte Curienit nur an wenigen Fundorten nachgewiesen werden, wobei bisher (Stand: 2013) etwas mehr als 10 Fundorte als bekannt gelten. Neben seiner Typlokalität „Mounana Mine“ fand sich das Mineral in Gabun noch in mehreren anderen Minen rund um Franceville.
Der einzige bisher bekannte Fundort in Deutschland ist St. Ulrich im Schwarzwald (Burggraben, Gang Nr. 6) in Baden-Württemberg. Daneben trat Curienit noch bei Shinkolobwe in der Demokratischen Republik Kongo, Échassières (Kanton Gannat) und Saint-Martin-de-Belleville (Département Savoie) in Frankreich, beim Phosphatvorkommen Akashat im Irak, bei dem prospektierten Uranvorkommen Rio Giulis bei Condino in der autonomen Provinz Trentino und bei Sankt Joachimsthal in Tschechien.

## Vorsichtsmaßnahmen
Aufgrund der starken Radioaktivität des Minerals sollten Mineralproben vom Curienit nur in staub- und strahlungsdichten Behältern, vor allem aber niemals in Wohn-, Schlaf- und Arbeitsräumen, aufbewahrt werden. Ebenso sollten eine Aufnahme in den Körper (Inkorporation, Ingestion) auf jeden Fall verhindert und zur Sicherheit direkter Körperkontakt vermieden sowie beim Umgang mit dem Mineral Atemschutzmaske und Handschuhe getragen werden.